# Д-30
Д-30 е 122 mm танково оръдие.

## История
В началото на 1944 г. конструкторското бюро на Завод № 9 предлага на танка ИС-6 да бъде монтирано новото 122 мм танково оръдие Д-30.
Оръдието Д-30 се отличава от 122 мм танково оръдие Д-25 с механизма си за продухване на канала на цевта след изстрел. Това повишава бойните му качества до тези на С-34-II, като същевременно не е било нужно да се правят промени в компановката на купола. При разработването е било предвидено оръдието да може да се монтира и в куполата на танка ИС-2, при по-нататъшните му модернизации, но това не е реализирано на практика.
Въпреки явните предимства пред Д-25, а по някои характеристики и пред С-34-II, Д-30 има и един голям недостатък – двойно по-високите производствени разходи. Именно поради тази причина оръдието Д-30 не е прието на въоръжение, въпреки че работата по него продължава до есента на 1945 г.

## Боеприпаси
| Снаряд                | Тегло, кг.         | Тегло на ВВ, г.    | Тип взривател      |                    |                    |                    |                    |                    |
| Осколъчни, фугасни    | Осколъчни, фугасни | Осколъчни, фугасни | Осколъчни, фугасни | Осколъчни, фугасни | Осколъчни, фугасни | Осколъчни, фугасни | Осколъчни, фугасни | Осколъчни, фугасни |
| --------------------- | ------------------ | ------------------ | ------------------ | ------------------ | ------------------ | ------------------ | ------------------ | ------------------ |
| ОФ-417Н               | 25                 | 3.8                | РГМ, Д-1, В-90     |                    |                    |                    |                    |                    |
| О-417                 | 25                 | 3.6                | РГМ, Д-1           |                    |                    |                    |                    |                    |
| Бронебойни, калибрени |                    |                    |                    |                    |                    |                    |                    |                    |
| БР-471                | 25                 | 0,156              | МД-8               |                    |                    |                    |                    |                    |
| БР-471Б               | 25                 | н.д.               | МД-8, ДБР          |                    |                    |                    |                    |                    |
| Бетонобойни           |                    |                    |                    |                    |                    |                    |                    |                    |
| Г-471                 | 25                 | 2,2                | КТД, КТД-2         |                    |                    |                    |                    |                    |